# جورج الكسندر ماغواير
جورج الكسندر ماغواير (بالإنجليزية: George Alexander McGuire)‏ هو قسيس أمريكي، ولد في 28 مارس 1866، وتوفي في 10 نوفمبر 1934.